# 特羅揚卡河
52°35′28″N 16°57′03″E / 52.5910°N 16.9508°E
特羅揚卡河是波蘭的河流，位於該國中部，流經大波蘭省，屬於瓦爾塔河的右支流，河道全長20公里，流域面積148平方公里，河畔城鎮有穆羅瓦納-戈希利納。